# Замок Альманса
Замок Альманса (исп. Castillo de Almansa) — изначально арабское, позже кардинально перестроенное католиками, фортификационное сооружение в городе Альманса, провинции Альбасете на юго-востоке Испании. Заложен в XII веке, правителями мусульманской династии Альмохады, подверглась первой перестройки в XIV веке по указу испанского вельможи Хуана Мануэля, в XV веке подвергся второй, более значительной, перестройки под руководством маркиза Хуана Пачеко.

## История
В позднюю эпоху Реконкисты, область современного города Альманса была границей между христианскими королевствами Кастилии и Арагона и мусульманской Мурсии (части Аль-Андалус). Именно на этом месте мусульманами в XII веке был заложен замок-крепость. Местом для строительства был выбран скалистый холм, который придавал строению дополнительную защиту с одной из сторон. В XIII веке замок был взят христианами под предводительством короля Хайме I, после чего был расширен и укреплен.
На протяжении следующих нескольких веков многократно менял владельцев, некоторое время являлся частью имущества Тамплиеров в XIII веке. В XV веке перешел во владение кастильца Хуана Пачеко, который в качестве второго маркиза Виллена провел значительные изменения замка, результатом которых стало появление донжона, полукруглых башен стен и оборонительных амбразур. С XIV века, потеряв своё стратегическое значение, как и большинство других замков Испании, перешел в длительный процесс заброшенности и разрушения.
В 1919 году мэр Альманса выступил с предложением сноса замка, однако благодаря усилиям представителей Королевской Академии истории и Королевской Академии изобразительных искусств Сан Фернандо, замок не только был сохранен, но и в 1921 году обрел статус историко-художественного национального памятника Испании. С 1952 года в замке ведутся реставрационные работы, целью которых является придание строению облика времен расцвета эпохи Пачеко.

## Строение замка
Замок выстроен на относительно небольшой скале, с историческим названием «Холм Орла» (исп. Cerro del Águila), и имеет несколько разных по высоте уровней. На самом высоком уровне находится донжон. Имея несколько подъездных дорог, замок имеет двое ворот с восточной и западной стороны, сейчас действуют только западные. Башня донжона состоит из подвала, в который можно спуститься через люк в полу первого этажа, из первого этажа, из промежуточного, ныне уже не существующего этажа и террасы в верхней части башни, куда можно подняться по винтовой лестнице, вырубленной в скале. Стены замка-крепости опоясывают холм, на углах стен находятся полукруглые башни, стены завершаются зубчатыми укреплениями.

## Галерея

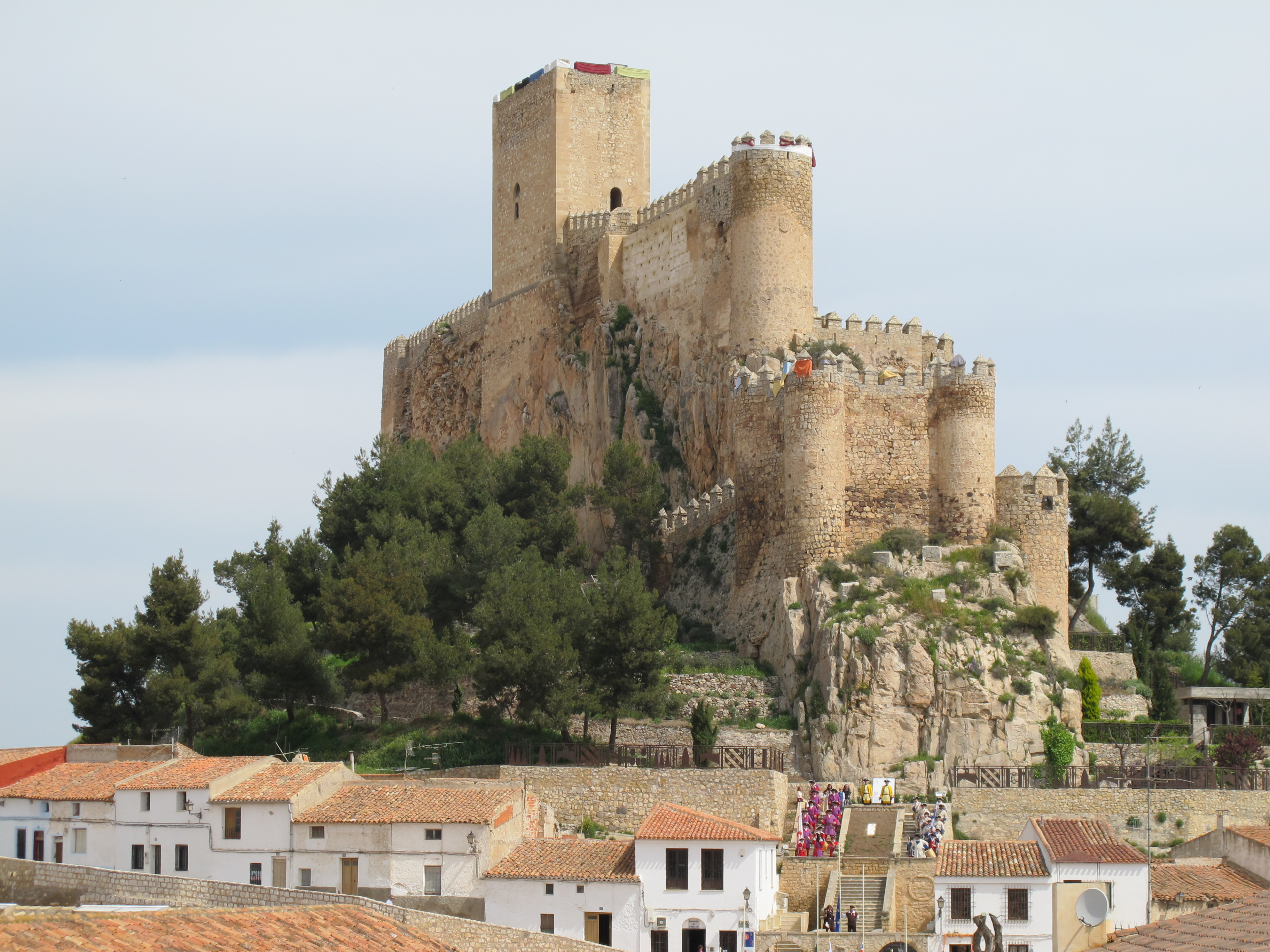
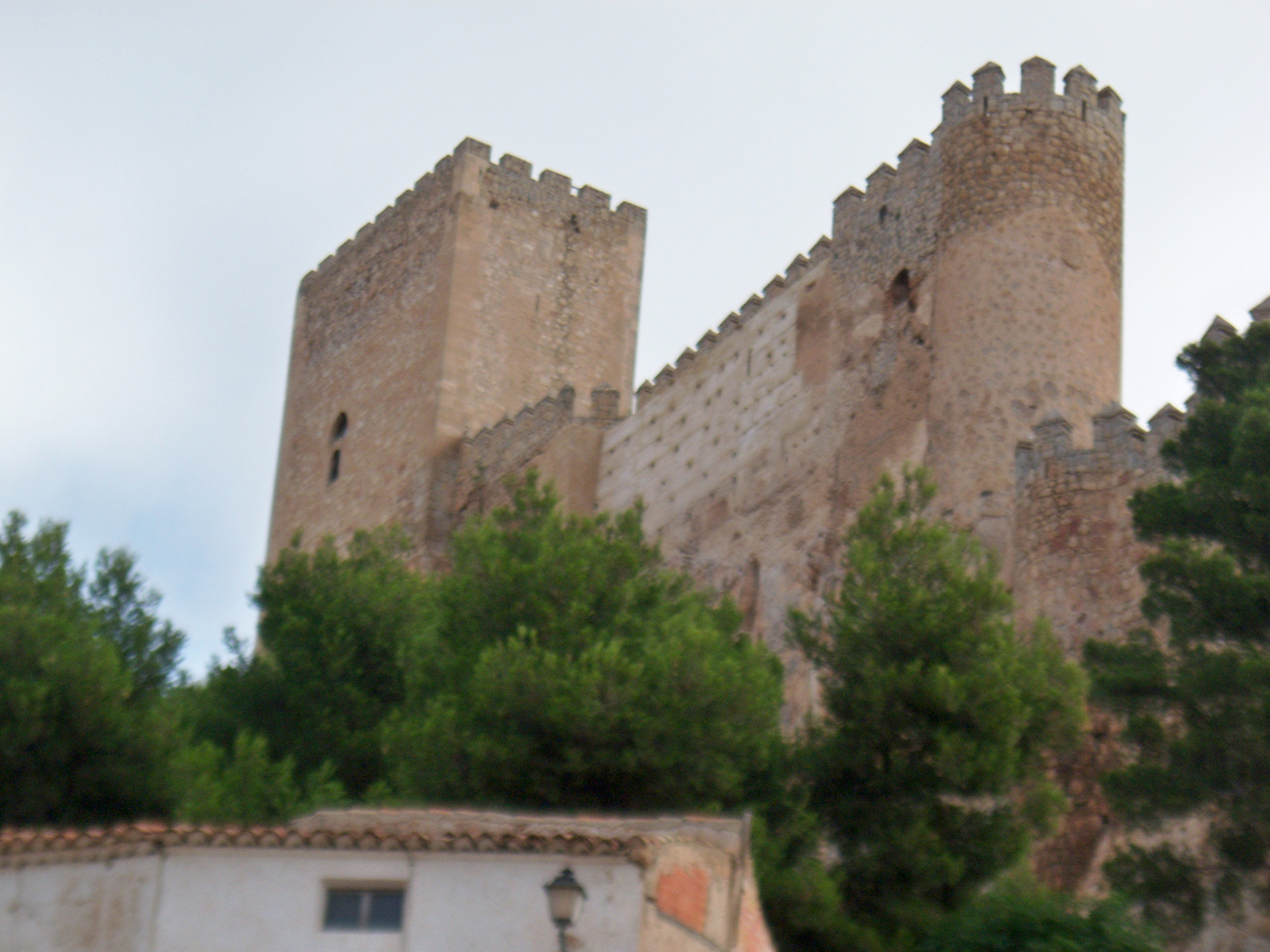
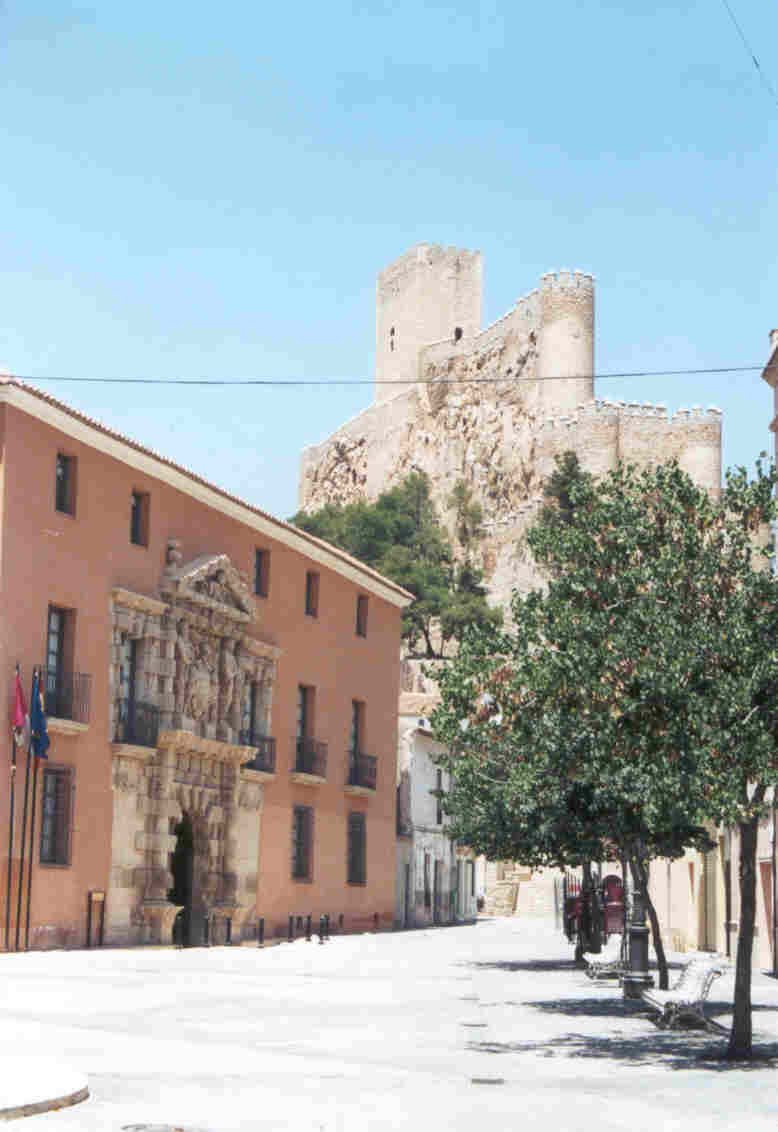
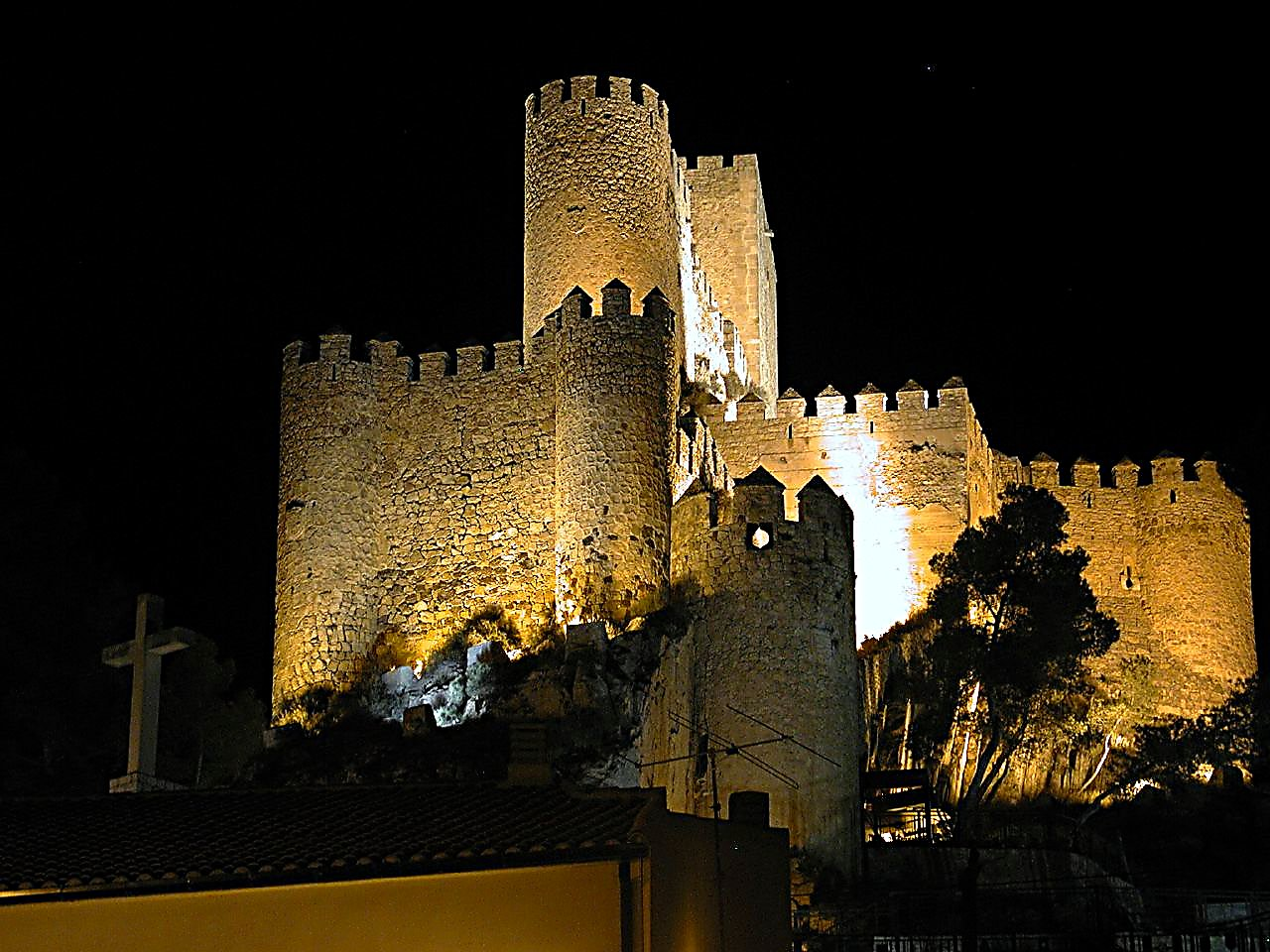
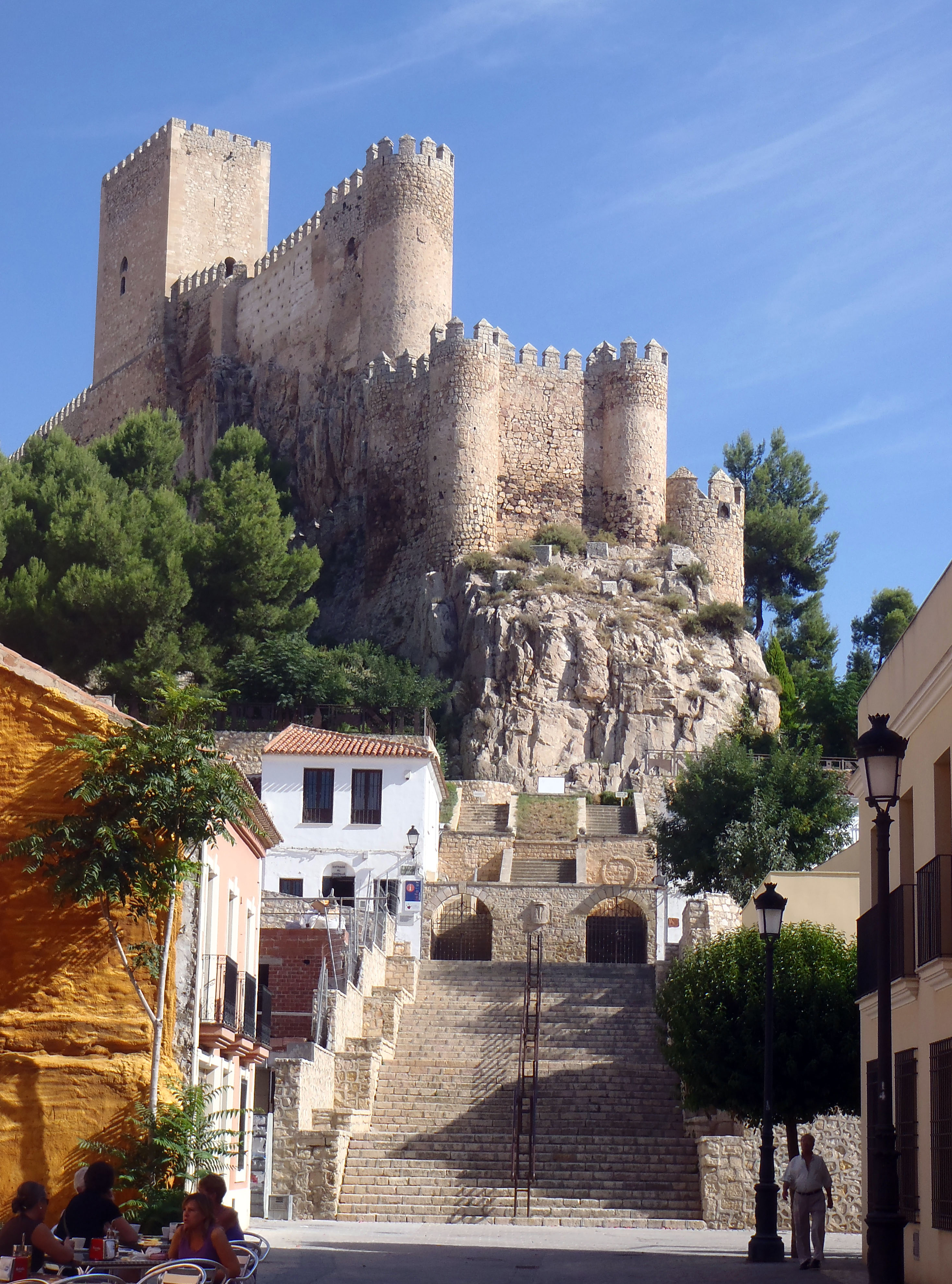